# Parapyrenis guayaci
Parapyrenis guayaci är en svampart som först beskrevs av Fée, och fick sitt nu gällande namn av Aptroot 1991. Parapyrenis guayaci ingår i släktet Parapyrenis och familjen Requienellaceae.   Inga underarter finns listade i Catalogue of Life.